# 阿部マリア
阿部 マリア（あべ マリア、1995年〈平成7年〉11月29日 - ）は、日本出身のファッションモデル、歌手、タレント、YouTuberであり、女性アイドルグループAKB48 Team TPおよびAKB48の元メンバーである。『Soup.』のレギュラーモデル。
神奈川県出身。WalkGame Corp. (Camerabay) 所属。台湾での活動名は阿部 瑪利亞。

## 略歴

### AKB48時代
2010年3月21日、AKB48 第七回研究生（10期生）オーディションに合格。同年6月12日、セレクション審査に合格し研究生になる。同年9月からは『カスペルスキー インターネットセキュリティ2011』のキャンペーンキャラクター“カスペルスキー研究員”に同グループ研究生のうちの一人として参加した。
2011年7月23日、『AKB48 コンサート よっしゃぁ〜行くぞぉ〜!in西武ドーム』の2日目の公演において、同期メンバーである入山杏奈と共にチーム4への昇格が発表された。
2012年5月23日発売の26thシングル「真夏のSounds good !」に初めて選抜メンバー入りを果たすことが、同年3月24日に開催されたコンサート『業務連絡。頼むぞ、片山部長! in さいたまスーパーアリーナ』の2日目の公演において発表された。翌25日の同コンサート3日目に於いて、ジャパン・ミュージックエンターテインメントへの移籍打診があったことが発表され、その後、正式に移籍した。
2012年8月24日に開催された『AKB48 in TOKYO DOME 〜1830mの夢〜』初日公演において、チーム4の解体にともないチームKに異動することが発表された。同年9月18日に開催された『AKB48 29thシングル選抜じゃんけん大会』では6位で、選抜入りを果たした。同11月1日、チームKに異動。チームKウェイティング公演のスターティングメンバーとして新チームでの活動を開始する。
2013年3月23日、ファッションイベント『Girls Award 2013 SPRING/SUMMER』にてランウェイデビュー。前田亜美らとともに、篠田麻里子がプロデュースするファッションブランド「ricori」のモデルを務める。同年7月23日発売の女性ファッション誌『Soup.』9月号より同誌のレギュラーモデルを務める。AKB48グループメンバーが女性ファッション誌のレギュラーモデルを務めるのは、篠田麻里子、小嶋陽菜に次いで3人目。これを機に、それまで胸元まであった長髪を約30センチカットして人生初のボブヘアを披露し、モデルへの決意表明を行った。
2014年7月12日、パシフィコ横浜で開催されたイベント『Tokyo Fashion Collection』で河西智美や永尾まりやらと共演。

### Team TP〜台湾でのソロ活動

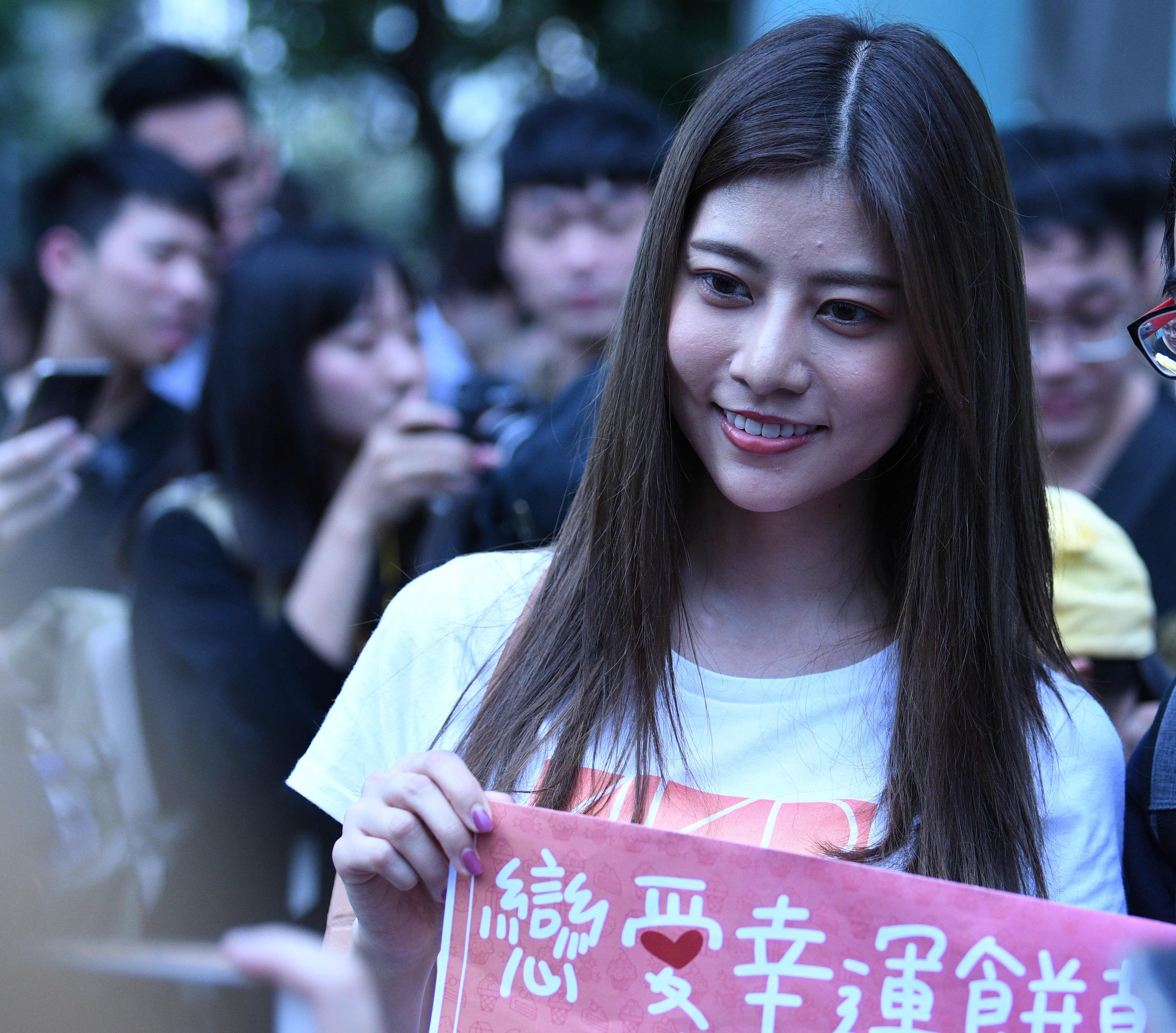
AKB48 Team TP時代
（2018年11月11日）

2017年9月1日、台湾で行われたTPE48オーディション募集開始発表イベントに出演し、同グループに移籍することを発表した。これに伴い、同年11月30日に行われた『峯岸チームK「最終ベルが鳴る」公演 阿部マリアを送る会』をもって、AKB48としての活動を終了した。
2018年7月30日、TPE48の運営会社はAKSより合弁およびライセンス契約解消となり、新たに運営権をライセンスしたAKB48 Team TPとして8月26日に活動開始した。同年12月25日、AKB48 Team TPとしてシングル「勇往直前」でデビュー。
2019年8月26日、AKB48 Team TP「一周年紀念直播」生配信でAKB48グループ卒業を発表し、同年10月19日に台北アリーナで行われたAKB48のコンサート『AKB48 in Taipei 2019〜Are You Ready For It!?』への出演をもってグループを卒業した。
AKB48グループ卒業後も台湾に留まり、現地の芸能事務所WalkGame Corp.(Camerabay)に所属。タレントとしてバラエティ番組『木曜4超玩』等に出演する傍ら、2020年12月19日には自身初のソロシングル「Shine Shine the Night」をリリース。翌2021年1月には自身の公式YouTubeチャンネルを開設した。
2021年12月16日には自身初のLyricsソロシングル「アブナイ」をリリース。

## 人物
- 好きな飲み物は、イチゴミルク[31]。
- サッカーが大好き[32]で、好きな選手は香川真司[32]、好きなチームは横浜F・マリノス[33]。
- AKB48在籍時は、ファッションモデル志望。目標は山田優のようなステージに立った瞬間に歓声があがるようなカリスマ性のあるモデル[18]。

### AKB48
- キャッチフレーズは、「阿部マリアと申します。よろしくお願いします。」[34]
- AKBのオーディションを受けたのは、モデルになりたいと母に話したところ「篠田（麻里子）さんはモデルさんだし、AKBでもモデルになれるんじゃない」と言われたのがきっかけ[18]。その後、その篠田がプロデュースしたブランドのモデルとしてランウェイデビューを果たす[18]。
- 親しいAKB48のメンバーは、前田亜美、入山杏奈、永尾まりや[31][35][23]。

## 作品

### デジタルシングル
- アブナイ(戀愛警報)
  - 「阿部瑪利亞」名義、2021年12月16日にWalkGame Corp. (Camerabay) よりリリース
Lyrics：阿部瑪利亞、溫蒂蒂 (Wendy T.) ／Composer：Mingus、溫蒂蒂 (Wendy T.)

- Shine Shine the Night
  - 「阿部瑪利亞」名義、2020年12月19日にWalkGame Corp. (Camerabay) よりリリース
Lyrics：曼達、溫蒂蒂 (Wendy T.) 、鍾子揚 (TeN) ／Composer：3R2、曼達、溫蒂蒂 (Wendy T.)

## AKB48 Team TP・AKB48での参加楽曲

### シングル選抜楽曲
AKB48 Team TP名義
- 勇往直前
  - 勇往直前
  - 櫻花瓣
- TTP Festival
  - TTP Festival
  - 綠草地的奇蹟

AKB48名義
- 「桜の木になろう」に収録
  - 黄金センター - 「チーム研究生」名義
- 「Everyday、カチューシャ」に収録
  - アンチ - 「チーム研究生」名義
- 「風は吹いている」に収録
  - 君の背中 - 「アンダーガールズ」名義
  - 蕾たち - 「チーム4+研究生」名義
- 「上からマリコ」に収録
  - 走れ!ペンギン - 「Team 4」名義
- 「GIVE ME FIVE!」に収録
  - ユングやフロイトの場合 - 「スペシャルガールズC」名義
- 真夏のSounds good !
- 「ギンガムチェック」に収録
  - あの日の風鈴 - 「ウェイティングガールズ」名義
- 「UZA」に収録
  - スクラップ&ビルド - 「Team K」名義
- 永遠プレッシャー
- 「So long !」に収録
  - 夕陽マリー - 「大島TeamK」名義
- さよならクロール
  - How come ? - 「Team K」名義
- 「ハート・エレキ」に収録
  - 細雪リグレット - 「Team K」名義
- 鈴懸の木の道で「君の微笑みを夢に見る」と言ってしまったら僕たちの関係はどう変わってしまうのか、僕なりに何日か考えた上でのやや気恥ずかしい結論のようなもの
- 「前しか向かねえ」に収録
  - 君の嘘を知っていた - 「Beauty Giraffes」名義
- 「ラブラドール・レトリバー」に収録
  - 愛しきライバル - 「Team K」名義
- 「希望的リフレイン」に収録
  - 初めてのドライブ - 「Team K」名義
- 「唇にBe My Baby」に収録
  - お姉さんの独り言 - 「Team K」名義
- 「翼はいらない」に収録
  - 哀愁のトランペッター - 「Team K」名義

### アルバム選抜楽曲
AKB48
『ここにいたこと』に収録
- High school days - 「チーム研究生」名義
- ここにいたこと - 「AKB48+SKE48+SDN48+NMB48」名義

『1830m』に収録
- 直角Sunshine - 「チーム4」名義
- 青空よ 寂しくないか? - 「AKB48+SKE48+NMB48+HKT48」名義

『次の足跡』に収録
- ぽんこつブルース
- 共犯者 - 「Team K」名義

『ここがロドスだ、ここで跳べ!』に収録
- Conveyor - 「横山Team K」名義

『0と1の間』に収録
- 愛の使者 - 「Team K」名義

### その他の参加楽曲
シングル「初恋は実らない」（おじゃる丸シスターズ名義、2011年5月11日）に収録
- 初恋は実らない
- かたつむり〜おじゃる丸シスターズ・バージョン〜

### 劇場公演ユニット曲
AKB48
研究生「シアターの女神」公演
- 嵐の夜には

チームB 5th Stage「シアターの女神」
- ロマンスかくれんぼ（前座ガール）
- 嵐の夜には（鈴木まりや・宮崎美穂のアンダー）

チームK 6th Stage「RESET」
- 檸檬の年頃（前座ガールズ）
- 明日のためにキスを（秋元才加のアンダー）
- 奇跡は間に合わない（米沢瑠美のアンダー）

チームA 6th Stage「目撃者」
- ミニスカートの妖精（前座ガールズ）
- サボテンとゴールドラッシュ（片山陽加・篠田麻里子・松原夏海のアンダー）

大場チーム4「僕の太陽」公演
- 僕とジュリエットとジェットコースター[36]

大島チームK ウェイティング公演
- 嵐の夜には（チームB 5th Stage「シアターの女神」、鈴木まりやのポジション）
- 初めてのジェリービーンズ（ひまわり組 2nd Stage「夢を死なせるわけにいかない」、佐藤夏希のポジション）
- エンドロール（チームK 5th Stage「逆上がり」、梅田彩佳のポジション）
- 誘惑のガーター（SDN48 1st Stage「誘惑のガーター」、加藤雅美のポジション、小林香菜のアンダー）

チームKウェイティング公演II「最終ベルが鳴る」
- ごめんね ジュエル

横山チームK「RESET」公演
- 奇跡は間に合わない

春風亭小朝「イヴはアダムの肋骨」公演
- 黒い天使（チームA 5th Stage「恋愛禁止条例」、高城亜樹のポジション）
- 君だけにChu ! Chu ! Chu !（北川綾巴のポジション）

峯岸チームK「最終ベルが鳴る」公演
- 22人姉妹の歌（峯岸みなみ不在時には、高城亜樹 → 鈴木まりやのポジションにスライド）

リバイバル公演「僕の太陽」
- 僕とジュリエットとジェットコースター（田名部生来のスタンバイ）

高橋朱里チーム4「夢を死なせるわけにいかない」公演
- Confession（北川綾巴のアンダー）

## 出演

### テレビドラマ
- マジすか学園2（2011年4月15日 - 7月1日、テレビ東京） - マリア 役
- マジすか学園3（2012年7月13日 - 10月5日、テレビ東京） - テツヲ 役
- So long ! 第2夜（2013年2月12日、日本テレビ）
- キャバすか学園 第3・5話（2016年11月13日・12月4日、日本テレビ） - マリア 役

### バラエティ
- 木曜4超玩（麥卡貝網路電視）
  - 2019年11月7日 - 2020年11月26日、レギュラー[37]
  - 2020年11月26日 - 、 MC

### 舞台
- リーディングシアター「恋工場」（2016年9月19日、ベルサール渋谷ガーデン Cホール）[38]

### CM
- Carl's Jr.（2016年5月11日、カールスジュニアジャパン） - Web限定CM[39]
- OYATSU優雅食（2020年12月18日）
- OYATSU星太郎野菜條餅（2020年12月21日）
- カゴメ野菜生活100綜合蔬果汁（2021年9月6日）
- OWNDAYSメガネ、コンタクトレンズ（2021年9月-）
- 夢想新大陸モバイルゲームのスポークスパーソン（2021年11月-）

### イベント
- Tokyo Fashion Collection（2014年7月12日、パシフィコ横浜）[40]
- 第一屆台日紅白歌合戰（2019年4月13日、台北・PIPE Live Music） - MC[41]
- コンサート 木曜跨界演唱會
  - 木曜跨界演唱會－Rising《木曜4超玩五週年特別企劃》（2020年12月19日，國立臺灣大學綜合體育館）
  - －Awakening《木曜4超玩六週年特別企劃》（2021年12月25日，台北流行音楽中心）
  - －Awakening《木曜4超玩六週年特別企劃》みんな一緒に楽しましょう（2021年12月26日，台北流行音楽中心）

## 書籍

### 雑誌連載
- Soup.（2013年7月23日 - 、ジェイ・インターナショナル） - レギュラーモデル[42]

### デジタル写真集
- 週プレ PHOTO BOOK『台湾的性感女神』（2019年、集英社、撮影：HIROKAZU）

### カレンダー
- 阿部マリア 2012年カレンダー（2011年11月19日、ハゴロモ）
- 卓上 阿部マリア 2013年カレンダー（2012年12月7日、ハゴロモ）
- 卓上 阿部マリア 2014年カレンダー（2013年12月6日、ハゴロモ）